# Blondinen bevorzugt (1928)
Blondinen bevorzugt (Originaltitel: Gentlemen Prefer Blondes) ist eine US-amerikanische Filmkomödie des Regisseurs Malcolm St. Clair aus dem Jahr 1928. Sie basiert auf dem gleichnamigen Roman von Anita Loos. Es existieren keine Filmkopien und bis heute ist der Film verschollen. 1953 erschien eine Neuverfilmung, ebenfalls unter dem Titel Blondinen bevorzugt.

## Inhalt
In den Hügeln von Arkansas arbeitet Loreleis Großvater als Goldgräber. Die Familie lebt in einfachen Verhältnissen. Das junge Mädchen Lorelei mit dem offenen Haar beginnt eine Arbeit als Stenografin. Als sie ihren Chef, mit dem sie auch privat verkehrt, mit einem anderen Mädchen erwischt, lässt sie zu, dass ein Revolver ihn tötet, während sie ihn in der Hand hält. Die Geschworenen sprechen sie frei, und der Richter schickt sie nach Kalifornien, wo sie ihr Glück im Filmgeschäft versuchen soll.
Im Zug lernt Lorelei den vulgären, aber großzügigen „Knopfkönig“ Gus Eisman kennen. Nach einem kurzen Intermezzo als Statistin beim Film geht sie zu Eisman nach New York. Es gelingt ihr, sich von ihm Geld für eine Bildungsreise zu „leihen“. Gemeinsam mit ihrer Freundin Dorothy ist sie kurz darauf auf einem Ozeandampfer in Richtung Europa unterwegs.
Auf dem Schiff befindet sich auch Amerikas reichster Junggeselle, der etwas blasse Henry Spoffard. Er will Berichten über unmoralische Aktivitäten amerikanischer Touristen in Paris nachgehen. Während Spoffard seekrank in seiner Kabine liegt, überredet Lorelei den wohlhabenden Engländer Sir Francis Beekman, ihr Geld zu geben, um das Diamant-Diadem seiner Frau zu kaufen.
In Paris lockt Lorelei Spoffard in ihr Zimmer und versteckt ihn dann in einem Schrank, während seine Mutter, ihr Anwalt, die Beekmans und Gus Eisman kommen und Erklärungen verlangen. Die Situation wird schließlich geklärt, und Spoffard und Lorelei heiraten auf der Rückreise nach New York.

## Produktion
Der von der Paramount Famous Lasky Corporation produzierte Film wurde von Anfang Oktober bis November 1927 gedreht. Im Vorfeld war ein landesweites Casting für die Hauptrolle der Lorelei durchgeführt worden, an dem sich über 2 000 blonde Schauspielerinnen beteiligten. Anita Loos war vertraglich die finale Zustimmung zur Besetzung zugesichert worden. Als John Emerson, der Ehemann und Mitarbeiter von Anita Loos, die Bewerberin Ruth Taylor noch vor ihrem Vorsprechen nach Hause schicken wollte, hielt die ihm nach neun Stunden Wartezeit eine Standpauke. Emerson wusste, dass er die Richtige gefunden hatte: „In dem Moment, als ich ihre Stimme hörte, wusste ich, dass sie Lorelei war.“ Taylor besaß den Tonfall, das Pathos, die Figur und die Kleidung der Lorelei und verfügte zudem über umfassende Kenntnisse des Romans. Aufgrund ihrer Darstellung der Lorelei wurde ihr ein langfristiger Vertrag bei Paramount angeboten.

## Veröffentlichung
Bei einer Testvorführung des Films am 16. November 1927 im Wilshire Theatre in Los Angeles wurde Blondinen bevorzugt mit „herzlichem Beifall“ aufgenommen und von Anfang bis Ende als „tiptop Unterhaltung“ bezeichnet. Zur Uraufführung gelangte der von Paramount Pictures veröffentlichte Film schließlich am 14. Januar 1928 im New Yorker Rivoli Theatre. In Österreich kam er am 1. Februar 1929 in den Verleih.

## Rezeption
Für das Magazin The National Guide to Motion Pictures war Blondinen bevorzugt „sicher einer der herausragenden Komödienerfolge des Jahres 1928.“ Nach dem landesweiten Casting stand die Performance der Lorelei durch Ruth Taylor im Fokus vieler Filmbesprechungen: „Auf der Leinwand hätte sie so leicht nur keck und vulgär sein können. So aber ist Lorelei in ihren naiven Momenten nie zu blauäugig und in ihren gierigen Momenten nie zu offensichtlich. Die beiden Stimmungen gehen sanft und natürlich ineinander über.“, schrieb etwa die australische Zeitung The Sydney Morning Harald. Auch Mordant Hall von The New York Times war begeistert: „Miss Taylor hat große blaue Augen, und da sie eine recht geschickte Schauspielerin ist, kann sie diese bei der bloßen Andeutung von Edelsteinen zum Funkeln bringen.“
Martin Dickstein von The Brooklyn Daily Eagle schrieb: „In kompakten und flüssig ablaufenden Sequenzen zeichnet Blondinen bevorzugt erneut die vertraute Reise von Lorelei und ihrer Freundin auf, die in Loreleis Heirat mit dem ‚wirklich sehr wohlhabenden‘ Mr. Spoffard gipfelt, sehr zum Unmut des väterlichen alten Knopfkönigs, Mr. Eisman […] ‚Es ist wirklich ein ganz niedliches Filmchen‘, wie Lorelei selbst zu berichten gewillt wäre.“
Beim Vergleich zur Buchvorlage und dem Theaterstück gingen die Meinungen auseinander. The Film Daily gab zu, dass der Film „ein wenig von der Buchvorlage abweicht“, erkannte aber „viele amüsante Sequenzen und viele witzige [Zwischen-]Titel – viele aus dem Original.“ Auch das Magazin Time fand Lob: „Die Zwischentitel, die den düsteren Seiten der Komödie der Autorin Loos entnommen sind, haben den Glanz und zumindest einen Teil der Haltbarkeit eines Diamantarmbands, das, wie Lorelei Lee in einem seither in der ganzen Welt zu hörenden Witz bemerkte, ewig halten wird. Alles in allem hat der Film in seiner verschmitzt-sympathischen Darstellung der Gold-digging-Kunst genau den köstlichen Geschmack seiner literarischen Vorlage.“
Der Daily Telegraph Pictorial war anderer Meinung: „Auch wenn der Film den subtilen Witz des Buches vermissen lässt, so hat er doch seinen eigenen, feinen Humor.“ Auch Laurence Reid von Motion Picture News fand: „Die Situationen und Charaktere sind gut ausgearbeitet, aber der Glanz des Buches und des Theaterstücks konnte beim besten Willen nicht eingefangen werden. Der Witz ist da, die Geschichte ist treu genug adaptiert, aber irgendwo fehlt etwas.“ Am strengsten urteilte Variety über die Filmadaption: „Auf der Leinwand fehlt es Blondinen bevorzugt an der Raffinesse des Stücks und dem Anspruch an die Vorstellungskraft, den das Tagebuch von Anita Loos stellt.“
Eine der wenigen negativen Kritiken der Performance von Ruth Taylor stammt von Robert E. Sherwood. Er schrieb im Magazin Life: „Vielleicht könnte ich mit der Aussage durchkommen, dass Blondinen bevorzugt die epische Qualität fehlt, die Blondinen bevorzugt als Buch auszeichnete. Aber auch da würden Sie mich erwischen. Ich weiß nicht einmal, was eine epische Qualität ist. Jedenfalls wirkte das Produkt von Herrn St. Clair unecht, während das Buch von Frau Loos echt wirkte. Das Gleiche gilt für die Schauspieler. Miss Taylor, die die unsterbliche Lorelei verkörpert, mag im wirklichen Leben die dümmste junge Dame sein, die man sich vorstellen kann, aber auf der Leinwand wirkt ihre Dummheit einstudiert und erzwungen. Man muss schon ein geistiger Riese sein, um eine minderwertige Mentalität zu persiflieren […] Frau Loos hat dieses Kunststück vollbracht, die Macher dieses Films nicht.“